# 2I/Borisov
2I/Borisov, originalmente denominado C/2019 Q4 (Borisov), é o primeiro cometa interestelar observado e o segundo objeto interestelar observado depois do 1I/ʻOumuamua e antes do 3I/ATLAS. O cometa passou pelo periélio no dia 7 de dezembro de 2019, e passou em seu ponto mais próximo da Terra no dia 28 de dezembro do mesmo ano, chegando à distância de 180 milhões de quilômetros.

## Descoberta
O objeto foi descoberto em 30 de agosto de 2019 pelo astrônomo amador Gennady Borisov com um telescópio de 65 centímetros de abertura, construído por ele mesmo. Por apresentar uma órbita hiperbólica, ele passará uma única vez pelo Sistema Solar.

## Trajetória
O cometa viajou em direção ao Sol e fez sua aproximação mais próxima do astro em 8 de dezembro, quando esteve duas vezes mais longe do Sol que a Terra. Também seguiu um caminho hiperbólico ao redor do Sol à velocidade de mais de 175.000 quilômetros por hora.  Borisov é um dos cometas mais rápidos já vistos.
Em meados de 2020, o cometa voltou ao espaço interestelar, onde poderá flutuar por mais milhões de anos antes de talvez um dia se aproximar de outro sistema estelar.